# Kościół św. Anny w Tarnowie Grodkowskim
Kościół św. Anny – rzymskokatolicki kościół filialny w Tarnowie Grodkowskim. Świątynia należy do parafii św. Michała Archanioła w Grodkowie w dekanacie Grodków, diecezji opolskiej. Dnia 23 maja 1964 roku, pod numerem 900/64 kościół został wpisany do rejestru zabytków województwa opolskiego.

## Historia kościoła
Pierwsza wzmianka o kościele w Tarnowie Grodkowskim pochodzi z 1335 roku. Obecny został wybudowany w XV wieku. Jest to świątynia murowana z kamienia z wieżą ceglaną, wielokrotnie był przebudowywany. Prezbiterium pokrywa sklepienie kolebkowe. Wejście do zakrystii zdobi portal, w którym zamontowane są okute drzwi wejściowe. W zakrystii znajduje się gotycki kamienny lawaterz. Ambona została wykonana w stylu klasycystycznym w 1800 roku. Drewniany chór pochodzi z początku XIX wieku.